# Recorde
Um recorde é geralmente o melhor e/ou o mais importante desempenho já registrado e verificado oficialmente em uma habilidade específica, em um esporte ou em outro tipo de atividade. Um recorde mundial é a mesma situação, considerando o desempenho global. 
O livro Guinness World Records e outras organizações de recordes mundiais agrupam e publicam recordes notáveis de muitos. Uma delas é a World Records Union, que é a única organização de registro de recordes mundiais reconhecida pelo Conselho dos Notariados da União Europeia.

## Cultura
A Malásia é um país onde a quebra de recordes mundiais se tornou uma espécie de modismo nacional. Na Índia, estabelecer e quebrar recordes também é popular.